# طواف لوكسمبورغ 2015
طواف لوكسمبورغ 2015 (بالإنجليزية: 2015 Tour de Luxembourg)‏ هو سباق دراجات هوائية أقيم بتاريخ 3–7 يونيو، تكون السباق من 4 مراحل وامتدّ لمسافة 717.57 كم بسرعة 39.40 كم/س، استغرق السباق 18 ساعة 12 دقيقة 51 ثانية. فاز به الألماني لينوس جيرديمان.

## الترتيب
| م                     | الدرّاج         | البلد    | الزمن                     |
| --------------------- | -------------- | -------- | ------------------------- |
| الفائز بالترتيب العام | لينوس جيرديمان | ألمانيا  | 18 ساعة 12 دقيقة 51 ثانية |
| حسب النقاط            | أندريه جريبيل  | ألمانيا  | -                         |
| التسلق                | فابيو دوارتي   | كولومبيا | -                         |